# Skarpa (województwo kujawsko-pomorskie)
Skarpa – wieś w Polsce położona w województwie kujawsko-pomorskim, w powiecie sępoleńskim, w gminie Sępólno Krajeńskie. Przez wieś przebiega droga wojewódzka nr 241.
W latach 1975–1998 miejscowość położona była w województwie bydgoskim. Według Narodowego Spisu Powszechnego (III 2011 r.) liczyła 271 mieszkańców. Jest dwunastą co do wielkości miejscowością gminy Sępólno Krajeńskie.